# مزمل نظام
مُزمِّل نِظام (وُلد في 29 أكتوبر 1990)، لاعب كريكت باكستاني. قام بأول ظهور له من الدرجة الأولى في فريق روالبندي في بطولة كويد عزام 2010 في 4 تشرين الثاني (نوفمبر) 2010.

## روابط خارجية
- مزمل نظام على موقع إي آس بي آن كريك إنفو (الإنجليزية)